# Wereldkampioenschappen schaatsen sprint mannen
De Internationale Schaatsunie (ISU, International Skating Union) organiseert sinds 1970 de wereldkampioenschappen schaatsen sprint voor mannen en vrouwen. De eerste twee jaren waren een test voor de ISU en had het kampioenschap ISU sprint kampioenschap als naam. Vanaf 1972 werd de titelstrijd Wereldkampioenschap sprint genoemd. De edities 1970 en 1971 werden achteraf wel als officiële wereldkampioenschappen sprint gekwalificeerd.

## Algemeen
Tijdens een sprintkampioenschap worden er vier afstanden gereden, tweemaal een 500 meter en tweemaal een 1000 meter. De schaatser met de minste totaalpunten is de winnaar van het kampioenschap. Tot en met 1986 gold de regel dat diegene die drie van de vier afstanden wist te winnen de wereldkampioen was. Na een sportieve wanvertoning van Rolf Falk-Larssen tijdens het wereldkampioenschap allround in 1983 is deze drie-uit-vier-regel in de zomer van 1986 geschrapt uit de reglementen en kan een schaatser alleen nog maar kampioen worden met de minste totaalpunten.
Bij de WK Masters Sprint geldt een identiek toernooi van 4 afstanden waarbij men zich ook geen misser of val kan permitteren en het laagste puntenaantal wint. Er worden geen afstandsmedailles uitgereikt. 

## Medaillewinnaars klassement
| Jaar                                                                                             | Plaats         | Goud                        | Zilver                      | Brons                       |
| ISU kampioenschap sprint                                                                         |                |                             |                             |                             |
| Wereldkampioen: winnaar van drie van de vier afstanden, anders degene met de minste totaalpunten |                |                             |                             |                             |
| 1970                                                                                             | West Allis     | Valeri Moeratov             | Keiichi Suzuki              | Magne Thomassen             |
| 1971                                                                                             | Inzell         | Erhard Keller               | Ove König                   | Ard Schenk                  |
| ISU Wereldkampioenschap sprint                                                                   |                |                             |                             |                             |
| 1972                                                                                             | Eskilstuna     | Leo Linkovesi               | Valeri Moeratov             | Ard Schenk                  |
| 1973                                                                                             | Oslo           | Valeri Moeratov             | Jos Valentijn               | Eppie Bleeker               |
| 1974                                                                                             | Innsbruck      | Per Bjørang                 | Masaki Suzuki               | Eppie Bleeker               |
| 1975                                                                                             | Göteborg       | Aleksandr Safronov          | Jevgeni Koelikov            | Valeri Moeratov             |
| 1976                                                                                             | Berlijn        | Johan Granath               | Dan Immerfall               | Peter Mueller               |
| 1977                                                                                             | Alkmaar        | Eric Heiden                 | Peter Mueller               | Jevgeni Koelikov            |
| 1978                                                                                             | Lake Placid    | Eric Heiden                 | Frode Rønning               | Johan Granath               |
| 1979                                                                                             | Inzell         | Eric Heiden                 | Gaétan Boucher              | Frode Rønning               |
| 1980                                                                                             | West Allis     | Eric Heiden                 | Gaétan Boucher              | Tom Plant                   |
| 1981                                                                                             | Grenoble       | Frode Rønning               | Sergej Chlebnikov           | Anatoli Medennikov          |
| 1982                                                                                             | Alkmaar        | Sergej Chlebnikov           | Gaétan Boucher              | Frode Rønning               |
| 1983                                                                                             | Helsinki       | Akira Kuroiwa               | Pavel Pegov                 | Hilbert van der Duim        |
| 1984                                                                                             | Trondheim      | Gaétan Boucher              | Sergej Chlebnikov           | Kai Arne Engelstad          |
| 1985                                                                                             | Heerenveen     | Igor Zjelezovski            | Gaétan Boucher              | Dan Jansen                  |
| 1986                                                                                             | Karuizawa      | Igor Zjelezovski            | Dan Jansen                  | Akira Kuroiwa               |
| Wereldkampioen: degene met de minste totaalpunten                                                |                |                             |                             |                             |
| 1987                                                                                             | Sainte Foy     | Akira Kuroiwa               | Nick Thometz                | Yukihiro Mitani             |
| 1988                                                                                             | West Allis     | Dan Jansen                  | Uwe-Jens Mey                | Eric Flaim                  |
| 1989                                                                                             | Heerenveen     | Igor Zjelezovski            | Uwe-Jens Mey                | Andrej Bachvalov            |
| 1990                                                                                             | Tromsø         | Bae Ki-tae                  | Andrej Bachvalov            | Igor Zjelezovski            |
| 1991                                                                                             | Inzell         | Igor Zjelezovski            | Uwe-Jens Mey                | Toshiyuki Kuroiwa           |
| 1992                                                                                             | Oslo           | Igor Zjelezovski            | Dan Jansen                  | Toshiyuki Kuroiwa           |
| 1993                                                                                             | Ikaho          | Igor Zjelezovski            | Yasunori Miyabe             | Hiroyasu Shimizu            |
| 1994                                                                                             | Calgary        | Dan Jansen                  | Sergej Klevtsjenja          | Junichi Inoue               |
| 1995                                                                                             | Milwaukee      | Kim Yun-man                 | Hiroyasu Shimizu            | Yasunori Miyabe             |
| 1996                                                                                             | Heerenveen     | Sergej Klevtsjenja          | Hiroyasu Shimizu            | Manabu Horii                |
| 1997                                                                                             | Hamar          | Sergej Klevtsjenja          | Roger Strøm                 | Casey FitzRandolph          |
| 1998                                                                                             | Berlijn        | Jan Bos                     | Jeremy Wotherspoon          | Erben Wennemars             |
| 1999                                                                                             | Calgary        | Jeremy Wotherspoon          | Jan Bos                     | Hiroyasu Shimizu            |
| 2000                                                                                             | Seoel          | Jeremy Wotherspoon          | Mike Ireland                | Hiroyasu Shimizu            |
| 2001                                                                                             | Inzell         | Mike Ireland                | Hiroyasu Shimizu            | Jeremy Wotherspoon          |
| 2002                                                                                             | Hamar          | Jeremy Wotherspoon          | Casey FitzRandolph          | Mike Ireland                |
| 2003                                                                                             | Calgary        | Jeremy Wotherspoon          | Gerard van Velde            | Erben Wennemars             |
| 2004                                                                                             | Nagano         | Erben Wennemars             | Jeremy Wotherspoon          | Mike Ireland                |
| 2005                                                                                             | Salt Lake City | Erben Wennemars             | Jeremy Wotherspoon          | Joey Cheek                  |
| 2006                                                                                             | Heerenveen     | Joey Cheek                  | Dmitri Dorofejev            | Jan Bos                     |
| 2007                                                                                             | Hamar          | Lee Kyou-hyuk               | Pekka Koskela               | Shani Davis                 |
| 2008                                                                                             | Heerenveen     | Lee Kyou-hyuk               | Jeremy Wotherspoon          | Mun Joon                    |
| 2009                                                                                             | Moskou         | Shani Davis                 | Keiichiro Nagashima         | Simon Kuipers               |
| 2010                                                                                             | Obihiro        | Lee Kyou-hyuk               | Lee Kang-seok               | Keiichiro Nagashima         |
| 2011                                                                                             | Heerenveen     | Lee Kyou-hyuk               | Mo Tae-bum                  | Shani Davis                 |
| 2012                                                                                             | Calgary        | Stefan Groothuis            | Lee Kyou-hyuk               | Mo Tae-bum                  |
| 2013                                                                                             | Salt Lake City | Michel Mulder               | Pekka Koskela               | Hein Otterspeer             |
| 2014                                                                                             | Nagano         | Michel Mulder               | Shani Davis                 | Daniel Greig                |
| 2015                                                                                             | Astana         | Pavel Koelizjnikov          | Hein Otterspeer             | Aleksej Jesin               |
| 2016                                                                                             | Seoel          | Pavel Koelizjnikov          | Kjeld Nuis                  | Kai Verbij                  |
| 2017                                                                                             | Calgary        | Kai Verbij                  | Håvard Holmefjord Lorentzen | Kjeld Nuis                  |
| 2018                                                                                             | Changchun      | Håvard Holmefjord Lorentzen | Kjeld Nuis                  | Kai Verbij                  |
| 2019                                                                                             | Heerenveen     | Pavel Koelizjnikov          | Tatsuya Shinhama            | Kjeld Nuis                  |
| 2020                                                                                             | Hamar          | Tatsuya Shinhama            | Laurent Dubreuil            | Cha Min-kyu                 |
| 2022                                                                                             | Hamar          | Thomas Krol                 | Kai Verbij                  | Håvard Holmefjord Lorentzen |
| 2024                                                                                             | Inzell         | Ning Zhongyan               | Jenning de Boo              | Laurent Dubreuil            |

## Medailleverdeling

### Eindklassement per land
Bijgewerkt tot en met de WK sprint van 2024
| Plaats | Land                           | Goud | Zilver | Brons | Totaal |
| 1      | Nederland                      | 8    | 8      | 14    | 30     |
| 2      | Verenigde Staten               | 8    | 7      | 8     | 23     |
| 3      | Sovjet-Unie                    | 8    | 6      | 5     | 19     |
| 4      | Canada                         | 6    | 10     | 4     | 20     |
| 5      | Zuid-Korea                     | 6    | 3      | 3     | 12     |
| 6      | Rusland                        | 5    | 2      | 1     | 8      |
| 7      | Japan                          | 3    | 8      | 11    | 22     |
| 8      | Noorwegen                      | 3    | 3      | 5     | 11     |
| 9      | Finland                        | 1    | 2      | 0     | 3      |
| 10     | Zweden                         | 1    | 1      | 1     | 3      |
| 11     | GOS                            | 1    | 0      | 0     | 1      |
| 11     | West-Duitsland                 | 1    | 0      | 0     | 1      |
| 11     | Wit-Rusland                    | 1    | 0      | 0     | 1      |
| 11     | China                          | 1    | 0      | 0     | 1      |
| 15     | Duitse Democratische Republiek | 0    | 2      | 0     | 2      |
| 16     | Duitsland                      | 0    | 1      | 0     | 1      |
| 17     | Australië                      | 0    | 0      | 1     | 1      |
| Totaal | Totaal                         | 53   | 53     | 53    | 159    |

### Eindklassement individueel
Bijgewerkt tot en met de WK sprint van 2024
(minimaal 2x wereldkampioen)
| #  | Naam               | Goud | Zilver | Brons | Totaal |
| -- | ------------------ | ---- | ------ | ----- | ------ |
| 1  | / Igor Zjelezovski | 6    | 0      | 1     | 7      |
| 2  | Jeremy Wotherspoon | 4    | 4      | 1     | 9      |
| 3  | Lee Kyou-hyuk      | 4    | 1      | 0     | 5      |
| 4  | Eric Heiden        | 4    | 0      | 0     | 4      |
| 5  | Pavel Koelizjnikov | 3    | 0      | 0     | 3      |
| 6  | Dan Jansen         | 2    | 2      | 1     | 5      |
| 7  | Valeri Moeratov    | 2    | 1      | 1     | 4      |
| 8  | Sergej Klevtsjenja | 2    | 1      | 0     | 3      |
| 9  | Erben Wennemars    | 2    | 0      | 2     | 4      |
| 10 | Akira Kuroiwa      | 2    | 0      | 1     | 3      |
| 11 | Michel Mulder      | 2    | 0      | 0     | 2      |

### Afstandmedailles
Bijgewerkt tot en met de WK sprint van 2024

| #  | Naam               | Goud | Zilver | Brons | Totaal |
| -- | ------------------ | ---- | ------ | ----- | ------ |
| 1  | / Igor Zjelezovski | 17   | 4      | 5     | 27     |
| 2  | Jeremy Wotherspoon | 14   | 6      | 8     | 28     |
| 3  | Eric Heiden        | 13   | 3      | 0     | 16     |
| 4  | Jan Bos            | 10   | 3      | 3     | 16     |
| 5  | Kjeld Nuis         | 9    | 0      | 3     | 12     |
| 6  | Lee Kyou-hyuk      | 8    | 4      | 3     | 15     |
| 7  | Shani Davis        | 7    | 5      | 2     | 14     |
| 8  | Hiroyasu Shimizu   | 6    | 13     | 7     | 26     |
| 9  | Dan Jansen         | 6    | 8      | 7     | 21     |
| 10 | Sergej Chlebnikov  | 6    | 4      | 1     | 11     |

## Statistieken

### Beste prestatie per land
|    | Land                  | Beste klassering | Schaatser                                                |
| -- | --------------------- | ---------------- | -------------------------------------------------------- |
| 1  | Wit-Rusland           | (6x)             | Igor Zjelezovski                                         |
| 2  | Verenigde Staten      | (4x)             | Eric Heiden                                              |
| 2  | Zuid-Korea            | (4x)             | Lee Kyou-hyuk                                            |
| 2  | Canada                | (4x)             | Jeremy Wotherspoon                                       |
| 5  | Rusland               | (3x)             | Pavel Koelizjnikov                                       |
| 6  | Japan                 | (2x)             | Akira Kuroiwa                                            |
| 6  | Nederland             | (2x)             | Michel Mulder & Erben Wennemars                          |
| 8  | Noorwegen             | Goud             | Per Bjørang, Håvard Holmefjord Lorentzen & Frode Rønning |
| 8  | Zweden                | Goud             | Johan Granath                                            |
| 8  | Finland               | Goud             | Leo Linkovesi                                            |
| 8  | Duitsland             | Goud             | Erhard Keller                                            |
| 8  | China                 | Goud             | Ning Zhongyan                                            |
| 13 | Australië             | Brons            | Daniel Greig                                             |
| 14 | Kazachstan            | 4                | Denis Koezin                                             |
| 15 | Polen                 | 6                | Piotr Michalski                                          |
| 16 | België                | 7                | Mathias Vosté                                            |
| 17 | Italië                | 8                | David Bosa                                               |
| 17 | Estland               | 8                | Marten Liiv                                              |
| 19 | Oostenrijk            | 13               | Roland Brunner                                           |
| 20 | Frankrijk             | 17 (2x)          | Emmanuel Michon                                          |
| 20 | Letland               | 17               | Haralds Silovs                                           |
| 20 | Roemenië              | 17               | Vasile Coroş                                             |
| 23 | Spanje                | 19               | Nil Llop Izquierdo                                       |
| 24 | Groot-Brittannië      | 20               | Cornelius Kersten                                        |
| 25 | Oekraïne              | 21               | Oleg Kostromitin                                         |
| 26 | Hongarije             | 25               | István Dolp                                              |
| 27 | Tsjechië              | 26               | Erik Bouwman                                             |
| 27 | Zwitserland           | 26               | Pascal Hinni                                             |
| 29 | Noord-Korea           | 27               | Ha Yong-il                                               |
| 30 | Argentinië            | 28               | José Ignacio Fazio                                       |
| 31 | Kroatië               | 30               | Nenad Žvanut                                             |
| 31 | Nieuw-Zeeland         | 30               | Andrew Nicholson                                         |
| 33 | Bosnië en Herzegovina | 31               | Behudin Merdovic                                         |
| 34 | Portugal              | 36               | Paulo José Peralta                                       |
| 35 | Servië                | 37               | Rajko Ristic                                             |
| 36 | Taiwan                | DQ               | Yeh Tong-Shen                                            |

(Bijgewerkt tot en met de WK sprint van 2024)

### Jongste kampioen
| # | Naam              | Land             | Leeftijd (dagen)   | Jaar |
| - | ----------------- | ---------------- | ------------------ | ---- |
| 1 | Eric Heiden       | Verenigde Staten | 6.833 d = 18j 258d | 1977 |
| 2 | Eric Heiden       | Verenigde Staten | 7.183 d = 19j 244d | 1978 |
| 3 | Eric Heiden       | Verenigde Staten | 7.554 d = 20j 250d | 1979 |
| 4 | Pavel Kulizjnikov | Rusland          | 7.620 d = 20j 316d | 2015 |
| 5 | Akira Kuroiwa     | Japan            | 7.844 d = 21j 175d | 1983 |

(Bijgewerkt tot en met de WK sprint van 2024)

### Oudste kampioen
| # | Naam             | Land        | Leeftijd (dagen)    | Jaar |
| - | ---------------- | ----------- | ------------------- | ---- |
| 1 | Kyou-hyuk Lee    | Zuid-Korea  | 12.001 d = 32j 313d | 2011 |
| 2 | Kyou-hyuk Lee    | Zuid-Korea  | 11.630 d = 31j 307d | 2010 |
| 3 | Stefan Groothuis | Nederland   | 11.024 d = 30j 67d  | 2012 |
| 4 | Kyou-hyuk Lee    | Zuid-Korea  | 10.902 d = 29j 310d | 2008 |
| 5 | Igor Zjelezovski | Wit-Rusland | 10.835 d = 29j 243d | 1993 |

(Bijgewerkt tot en met de WK sprint van 2024)

### Kleinste verschil tussen nr.1 en nr.2
| # | Verschil | Jaar | Schaatser #1   | Schaatser #1             | Tijd #1 | schaatser #2       | schaatser #2 | Tijd #2 |
| - | -------- | ---- | -------------- | ------------------------ | ------- | ------------------ | ------------ | ------- |
| 1 | 0,010    | 1984 | Gaétan Boucher | Canada                   | 151,700 | Sergej Chlebnikov  | Sovjet-Unie  | 151,710 |
| 2 | 0,020    | 1990 | Ki-tae Bae     | Zuid-Korea               | 154,400 | Andrej Bachvalov   | Sovjet-Unie  | 154,420 |
| 3 | 0,065    | 2007 | Kyou-hyuk Lee  | Zuid-Korea               | 138,775 | Pekka Koskela      | Finland      | 138,840 |
| 4 | 0,090    | 1971 | Erhard Keller  | Bondsrepubliek Duitsland | 158,420 | Ove König          | Zweden       | 158,510 |
| 5 | 0,095    | 2008 | Kyou-hyuk Lee  | Zuid-Korea               | 139,170 | Jeremy Wotherspoon | Canada       | 139,265 |

(Bijgewerkt tot en met de WK sprint van 2024)

### Grootste verschil tussen nr.1 en nr.2
| # | Verschil | Jaar | Schaatser #1      | Schaatser #1                         | Tijd #1 | Schaatser #2    | Schaatser #2     | Tijd #2 |
| - | -------- | ---- | ----------------- | ------------------------------------ | ------- | --------------- | ---------------- | ------- |
| 1 | 3,050    | 1978 | Eric Heiden       | Verenigde Staten                     | 153,905 | Frode Rønning   | Noorwegen        | 156,955 |
| 2 | 3,015    | 1980 | Eric Heiden       | Verenigde Staten                     | 154,905 | Gaétan Boucher  | Canada           | 157,920 |
| 3 | 2,650    | 1979 | Eric Heiden       | Verenigde Staten                     | 151,430 | Gaétan Boucher  | Canada           | 154,080 |
| 4 | 1,970    | 1992 | Igor Zjelezovski  | Gemenebest van Onafhankelijke Staten | 152,280 | Dan Jansen      | Verenigde Staten | 154,250 |
| 5 | 1,010    | 2015 | Pavel Kulizjnikov | Rusland                              | 138,325 | Hein Otterspeer | Nederland        | 139,335 |

(Bijgewerkt tot en met de WK sprint van 2024)

### Meeste deelnames
| # | Naam             | Land       | Totaal | Periode   |
| - | ---------------- | ---------- | ------ | --------- |
| 1 | Kyou-hyuk Lee    | Zuid-Korea | 15     | 1998-2014 |
| 1 | Gerard van Velde | Nederland  | 15     | 1991-2007 |
| 1 | Hiroyasu Shimizu | Japan      | 15     | 1993-2007 |
| 4 | Mika Poutala     | Finland    | 14     | 2004-2017 |
| 5 | Jan Bos          | Nederland  | 13     | 1996-2011 |
| 5 | Gaétan Boucher   | Canada     | 13     | 1976-1988 |
| 5 | Frode Rønning    | Noorwegen  | 13     | 1977-1989 |

(Bijgewerkt tot en met de WK sprint van 2024)

### Jongste deelnemers
| # | Naam             | Land             | Leeftijd          | Jaar |
| - | ---------------- | ---------------- | ----------------- | ---- |
| 1 | Fengtong Yu      | China            | 17 jaar 39 dagen  | 2002 |
| 2 | Daniel Immerfall | Verenigde Staten | 17 jaar 56 dagen  | 1973 |
| 3 | Frode Rønning    | Noorwegen        | 17 jaar 239 dagen | 1977 |
| 4 | Dan Jansen       | Verenigde Staten | 17 jaar 258 dagen | 1983 |
| 5 | John Cassidy     | Canada           | 17 jaar 269 dagen | 1970 |

(Bijgewerkt tot en met de WK sprint van 2024)

### Oudste deelnemers
| # | Naam              | Land       | Leeftijd          | Jaar |
| - | ----------------- | ---------- | ----------------- | ---- |
| 1 | Kazuhiko Sugawara | Japan      | 46 jaar 303 dagen | 1974 |
| 2 | Ermanno Ioriatti  | Italië     | 37 jaar 124 dagen | 2013 |
| 3 | Ermanno Ioriatti  | Italië     | 36 jaar 125 dagen | 2012 |
| 4 | Nico Ihle         | Duitsland  | 36 jaar 91 dagen  | 2022 |
| 5 | Kyu-Hyeok Lee     | Zuid-Korea | 35 jaar 317 dagen | 2014 |

(Bijgewerkt tot en met de WK sprint van 2024)

## Kampioenschapsrecords
| Afstand        | Schaatser     | Nationaliteit | Tijd    | Datum               | Baan    |
| -------------- | ------------- | ------------- | ------- | ------------------- | ------- |
| 500 meter      | Ronald Mulder | Nederland     | 34,08   | 26 februari 2017    | Calgary |
| 1000 meter     | Kjeld Nuis    | Nederland     | 1.06,51 | 26 februari 2017    | Calgary |
| Sprintvierkamp | Kai Verbij    | Nederland     | 136,065 | 25/26 februari 2017 | Calgary |

(Bijgewerkt tot en met de WK sprint van 2024)
Alpineskiën ·
Biatlon ·
Bobsleeën ·
Curling (mannen/vrouwen/gemengd/gemengddubbel) ·
Freestyleskiën ·
IJshockey ·
Kunstschaatsen ·
Langlaufen ·
Noordse combinatie ·
Rodelen ·
Schaatsen (allround mannen/allround vrouwen/sprint mannen/sprint vrouwen/afstanden mannen/afstanden vrouwen) ·
Schansspringen ·
Shorttrack ·
Skeleton ·
Snowboarden